# XL Center
Het XL Center (oorspronkelijk bekend als het Hartford Civic Center) is een multifunctioneel arena- en congrescentrum in het centrum van Hartford, Connecticut . Het is eigendom van de stad Hartford. Het complex werd in 1975 geopend als het Hartford Civic Center en bevond zich oorspronkelijk naast Civic Center Mall, een winkelcentrum dat in 2004 werd gesloopt. Het bestaat uit twee faciliteiten: het Veterans Memorial Coliseum en het Exhibition Center.

## Evenementen
Het XL Center heeft vele opmerkelijke evenementen gehouden, waaronder:
- Rockgroep The Grateful Dead trad 18 keer op in de arena. Verschillende concerten werden in hun geheel uitgebracht op de live-albums To Terrapin: Hartford '77, Dick's Picks Volume 6, Spring 1990 (The Other One) en Spring 1990 (album).
- De arena heeft vele professionele worstelevenementen georganiseerd; waaronder de Survivor Series uit 1990 (waarin de populaire worstellegende The Undertaker debuteerde), WrestleMania XI, 2000 No Way Out, 2004 Vengeance en 2019 Money in the Bank.